# Rafael Requena
Rafael Requena (Cabdet, 18 de juliol de 1932 - Madrid, 18 de febrer de 2003) va ser un aquarel·lista espanyol de renom internacional.

## Biografia
La seua espontània vocació de pintor es va manifestar a edat molt primerenca, malgrat no tenir antecedents artístics en la seua família. Des de molt xiquet, va mostrar enorme facilitat per al dibuix, i al costat d'aquest, la seua delicada predilecció pels colors diluïts en aigua. En 1950, amb 18 anys, es va traslladar a Madrid amb la finalitat de dedicar-se completament a la pintura. Va ingressar en l'Acadèmia de Belles Arts en 1954 i va cursar estudis en l'Escola Superior de Belles Arts de Sant Ferran de Madrid.
Una vegada acabada la carrera, va combinar la seua labor creativa amb la docència. Va exercir de catedràtic de dibuix en l'institut "Emperadriu María d'Àustria" de Madrid durant més de vint anys, i més tard es va traslladar a exercir a l'institut Lope de Vega, també de Madrid.
En 1964 entra a ser catedràtic de batxillerat mitjançant oposicions, i aqueix mateix any comença a exercir com a professor de dibuix tècnic i científic en la Facultat de Ciències de la Universitat Complutense de Madrid, càrrec que ocupa fins a 1975.
Dins d'aquesta etapa de la seua vida, combina la labor docent de la Universitat Complutense ocupant el càrrec de professor de descriptiva en la Facultat de Belles Arts des de 1967 fins a 1970. Arribat a aquest punt, la figura de Rafael Requena ja és important a nivell nacional, pel que en 1980 l'Ajuntament de Cabdet li dedica un carrer en el municipi.
En 1982 se'l nomena Coordinador de les "II Jornades de Professors de Batxillerat" organitzades pel ministeri d'Educació i Ciència. En aqueix mateix any també és cridat per la Universitat d'Oviedo (Astúries) per a convertir-se en coordinador de la "Dissecció General de Formació del Professorat".
En 1983, Rafael Requena rep la insígnia d'or de la seua ciutat natal, Cabdet. També en aqueix any és nomenat "Albaceteny Distingit" per la Penya Albacetenya de Madrid. En 1984, és triat Vicepresident de l'Associació Espanyola d'Aquarel·listes i posteriorment és triat millor artista en l'especialitat d'aquarel·la en els Premis a les Arts Plàstiques per la revista "Correu de l'Art".
La seua fama va seguir augmentant de forma espectacular, pel que de nou l'Ajuntament de Cabdet li guardona amb el títol de "Fill Predilecte de la Vila". En 1988, és guardonat amb el premi "Tormo d'Or" i després d'això, en 1989, és elegit president de l'Associació Espanyola de Acuarelistas.
En 1990 Rafael Requena representa a l'aquarel·la espanyola en el X Congrés Internacional sobre Aquarel·la, celebrat en Rieti (Itàlia) i posteriorment se li reconeix com "Professor Associat a la Facultat de Belles Arts de la Complutense de Madrid".
En 1991 és triat com "Manxec de l'Any" per la Casa de Castella-la Manxa, i passa a formar part del jurat dels "Premis Exèrcit" de pintura, i també és nomenat President de la Comissió que avalua les proves d'accés al Cos d'Ensenyaments Mitjans.
En 1993 participa en els Col·loquis Internacionals Universitaris organitzats per la Universitat Complutense de Madrid sobre ensenyaments mitjans. Durant quinze anys dirigeix i coordina els Cicles d'Art per a Instituts de la Caixa de Madrid. Va participar en el Simposi sobre Aquarel·la organitzat en Llancé (Girona) organitzat per l'Associació d'Aquarel·listes Catalans. En aquest mateix any de 1993 va viatjar a Washington (USA), on va participar en una exposició sobre cinc pintors albacetenys amb motiu de la "Setmana d'Albacete" en la capital nord-americana, organitzada per la FEDA.
En 1994 se li concedeix el premi cultural "Albaceteños 94" de la Ràdio d'Albacete.
En 1995, Rafael Requena porta a terme la seua obra més reconeguda, quadre el tema del qual és la Vila de Cabdet i que des de llavors presideix la Sala de la Vila, característic monument de Cabdet. Després d'açò participa en el Simposi sobre Aquarel·la en Hondarribia (Guipúscoa) organitzat per l'Associació Basca d'Aquarel·listes. Desenvolupa un cicle sobre l'atmosfera en la pintura amb xarrades, projeccions i demostracions de la tècnica de l'aquarel·la, en l'Associació Espanyola de Pintors i Escultors.
El 1996, Requena va dirigir unes jornades sobre l'aquarel·la en el Centre Cultural Excálibur de Móstoles (Madrid). Realitza una demostració d'aquarel·la en l'homenatge que la Diputació d'Albacete realitza dins del programa "Els Albacetenses en la Diàspora". Rafael Requena és nomenat Soci d'Honor de l'Associació Espanyola d'Aquarel·lista.
En 1997 viatja a Mèxic, on en la capital realitza un curs d'aquarel·la instigat per l'Associació Mexicana d'Aquarel·listes. Participa novament en el Simposi sobre Aquarel·la en Llaná (Girona).
En 1998 és nomenat President de la Penya Albacetense de Madrid.
Finalment, el 2003, va realitzar una exposició en una de les galeries més importants de Madrid, la Galeria Kreisler.
Rafael Requena va morir el 18 de febrer de 2003 a Madrid, i pocs dies després va ser enterrat a Cabdet.